# سامي أميوبي
سامي أميوبي (باليابانية: Samuel Oluwaseyi Ameobi) (1 مايو 1992 في نيوكاسل أبون تاين في المملكة المتحدة – )؛ هو لاعب كرة قدم كان يلعب كلاعب وسط.

## وصلات خارجية
- سامي أميوبي على موقع الاتحاد الأوربي (الإنجليزية)
- سامي أميوبي على موقع قاعدة بيانات كرة القدم.إي يو (الإنجليزية)
- سامي أميوبي على موقع Soccerbase.com (لاعب) (الإنجليزية)
- سامي أميوبي على موقع Soccerway.com (الإنجليزية)
- سامي أميوبي على موقع عالم كرة القدم.نت (الإنجليزية)
- سامي أميوبي على موقع AS.com (الإسبانية)